# Constantim e Cicouro
Constantim e Cicouro (en mirandés Custantin i Cicouro) es una freguesia portuguesa del municipio de Miranda de Duero, distrito de Braganza.

## Historia
Fue creada el 28 de enero de 2013 en aplicación de una resolución de la Asamblea de la República de Portugal promulgada el 16 de enero de 2013 con la unión de las freguesias de Cicouro y Constantim, pasando su sede a estar situada en la antigua freguesia de Constantim.

## Demografía
| Gráfica de evolución demográfica de Constantim e Cicouro entre 2011 y 2021 |
|                                                                            |
| Datos según el nomenclátor publicado por el INE portugués.                 |